# Brixlegg
Brixlegg är en ort och kommun i förbundslandet Tyrolen i Österrike. Kommunen har 3 124 invånare (2024), på en yta av 9,11 km². Brixlegg ligger vid floden Inn.
Kommunen består av tre orter (Ortschaften) (inom parentes invånarantal 1 januari 2024):
- Brixlegg (2 086)
- Mehrn (778)
- Zimmermoos (260)